# ناصر شعباني
ناصر شعباني ( - 13 مارس 2020 ) عسكري من إيران. كان جنرالًا إيرانيًا وقائدًا كبيرًا في الحرس الثوري الإيراني. نُسب له تصريح قال فيه: «إننا قلنا لليمنيين اضربوا ناقلتي نفط سعوديتين وقاموا بذلك».

## الحياة العسكرية
بدأ الشعباني حياته العسكرية في عام 1982 خلال الحرب العراقية الإيرانية. شارك في قمع انتفاضة مقاطعة أمل في نفس العام. في السنة الأخيرة من الحرب العراقية الإيرانية ، تمت ترقيته ليصبح واحدًا من عدة جبهات فيلق الحرس الثوري الإسلامي. لعب دورًا رئيسيًا في عملية مرصاد ، وكتب بعد ذلك عدة كتب عن الحرب. في عام 2011 ، خلف رئيس جامعة الإمام الحسين وكان مسؤولًا عن قاعدة «ثار الله».
في 2018 ، قال في وسائل إعلام إيرانية رسمية إن الحرس الثوري الإيراني أمر قوات الحوثيين في اليمن بمهاجمة ناقلتي نفط سعوديتين على مضيق باب المندب.

## الوفاة
توفي الشعباني من مرض فيروس كورونا 2019 في 13 مارس 2020.